# 천검
천검(天劍) 또는 영어 명칭 TAipers는 대한민국 국방과학연구소가 주최가 되어 한화에어로스페이스, 풍산, LIG넥스원이 협업 개발한 대한민국 국산 공대지 대전차 미사일이다. 2022년 국산 공격헬기 개발사업과 동시에 개발이 시작되었으며, 해당 헬기의 주무장으로 활용될 예정이다. 천검은 기존에 대한민국 육군이 사용 중인 이스라엘제 스파이크, 미국제 BGM-71 토우나 AGM-114 헬파이어 등과 같은 해외 미사일 의존도를 낮추기 위해 개발에 들어간 미사일로, 2025년 기준으로 96%의 국산화에 성공했다. 
천검에는 전자전 및 대전차전에 대비하기 위해 이중모드 탐색기나 유선 데이터링크, 파이어 앤 포겟, 발사 후 재지정 등 다양한 기능이 탑재되었다. 또한 유사 무기체계에서는 처음으로 인공지능을 도입했다. 천검은 KAI LAH-1 미르온에 탑재될 예정이며, 이집트에 FA-50 파이팅 이글과 함께 수출을 위한 논의를 진행하고 있다. 향후 개발사인 한화에어로스페이스는 공대지 미사일로 활용될 예정인 천검을 지대지 미사일 또는 지대공 미사일 등으로 발사 방식을 다양하게 변경할 예정이며 발사 플랫폼 역시 전차, 로켓 발사대, 전함, 전투기 등으로 확장할 계획을 가지고 있다.

## 개발

### 배경

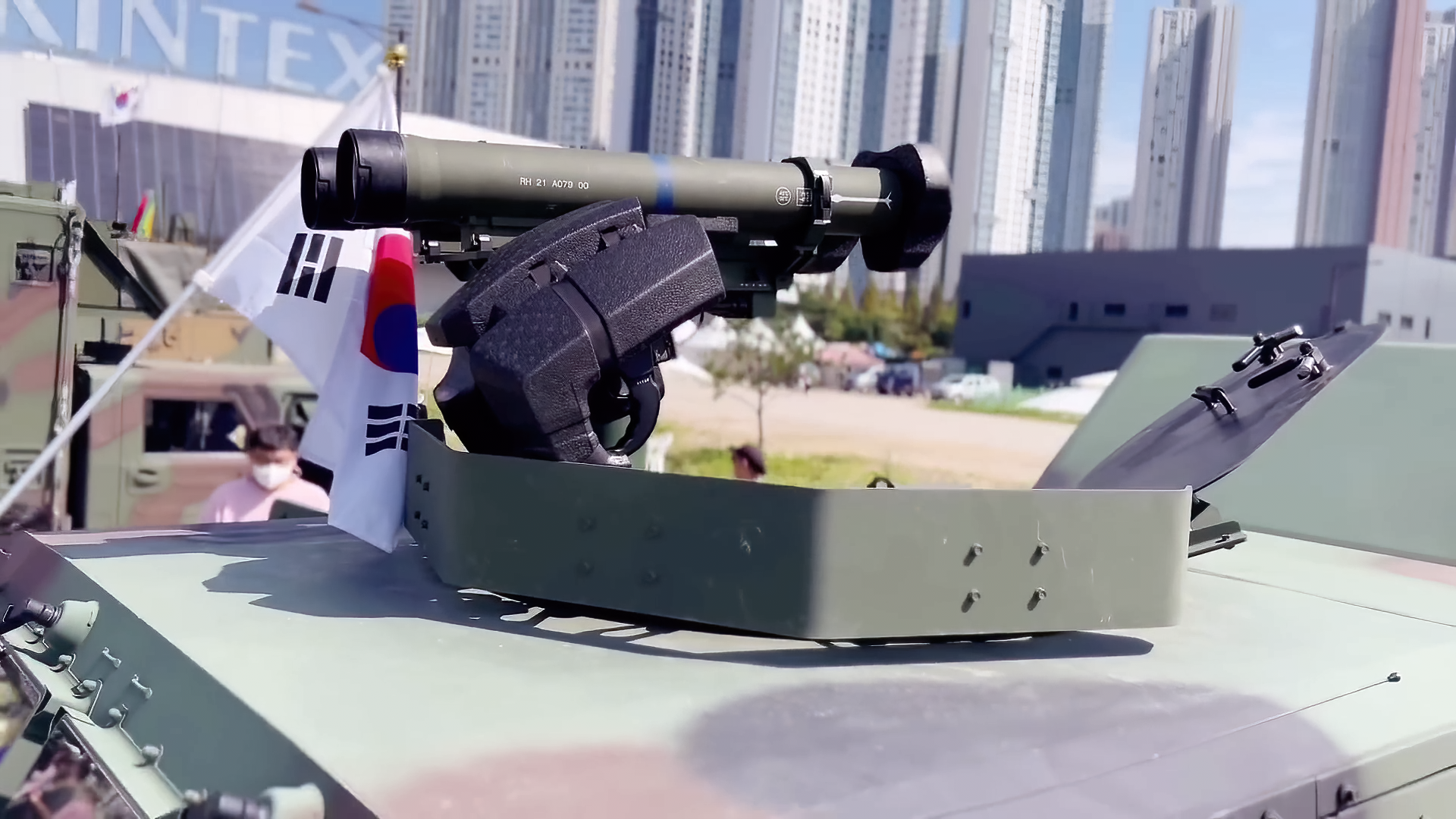
대전차 미사일 발사대에 장착된 현궁.

대한민국 육군이 2020년대 주력으로 사용하고 있는 대전차 미사일의 경우 BGM-71 토우와 AGM-114 헬파이어가 사용되고 있다. 토우 미사일의 경우 1972년 베트남 전쟁 당시 처음으로 실전 배치된 대전차 미사일이었고 AGM-114 헬파이어의 경우 1996년 미국에 처음 도입되었다. 대한민국 정부는 1975년부터 1979년까지 미국으로부터 토우 미사일을, 2015년 헬파이어 미사일을 도입하였다. 이에 따라 대한민국 육군에서는 토우 미사일의 노후화에 대한 대비책을 마련하기 시작했고 그 첫 사업이 현궁 미사일이었다. 한편 2010년 북한의 연평도 포격전 이후 대한민국 국군은 이스라엘제 스파이크 미사일을 군에 도입해 백령도와 연평도에 배치했다. 다만 스파이크 미사일의 경우 사거리는 25km이지만 미사일 1발당 가격이 3억원이라서 해병대가 적극적으로 운용하기에는 어려움이 있었다.

### 개발
국방과학연구소(ADD)와 한화에어로스페이스는 LAH의 주력 무장으로 사용할 신형 대전차미사일을 2015년 11월부터 개발하였고, 초기에는 경공격헬기용 공대지미사일(LAH-AGM)로 명명되었다. 한화는 2016년 대한민국 방산 전시회인 DX 코리아 2016에서 처음으로 천검 모델을 선보였다. 2017년 10월 국정감사에서 LAH와 여기에 탑재되는 무기가 AH-1 코브라에 비해 성능이 뒤떨어진다는 지적이 나오기도 했다.
사업 진행 과정에서 육군 내 탄 노후화 문제와 경량무장헬기의 도태가 문제점으로 드러나자 대한민국 육군은 신형 대전차 미사일의 개발 완료일을 1년 앞당긴 2022년으로 수정했다. 이 무렵 한화 역시 자체 개발 중인 다양한 무기들에 첨단 기술을 도입하기 시작했다.

## 같이 보기
- KAI LAH-1 미르온